# Кесел (Лимбург)
Вижте пояснителната страница за други значения на Кесел.
Кесел (на нидерландски: Kessel) е бивша община в провинция Лимбург в Нидерландия с 4264 жители (към 31 декември 2009). На 1 януари 2010 г. Кесел заедно с Хелден, Маасбрее и Мейжел образува новата община Пеел ен Маас.